# Artus de Prunières
Arthus de Prunières, nommé par certains Prunier de Saint-André de Lemps, sieur de Saint-André-en-Beauchêne (Hautes-Alpes), est né à Grenoble en août 1548 et mort le 4 mai 1616 dans la même ville.

## Famille
La Maison de Prunier de Saint-André est une puissante famille de parlementaires du Dauphiné, originaire de Touraine. Petit-fils du maire de Tours Jean Prunier, Arthus de Prunières (de Prunier) est le fils d'Arthus I Prunier, trésorier et receveur général du Dauphiné (1536), seigneur de La bussière, d'Agnières, de Virieu et de Saint-André, né le 25 août 1506 au château de Saint-André et de Jeanne de La Colombière, née le 24 octobre 1520. Il épouse le 12 février 1572 à Lacoste (Vaucluse), Honorée de Simiane (fille de François, seigneur de la Coste, et de Claire de Guérin). La vie d'Arthus Prunières (Artus II Prunier de Saint-André) a été écrite par Nicolas Chorier et publiée en 1880 par Alfred Vellot. Cet ouvrage est durement critiqué par H. Prudhomme, qui nous dit qu'il y avait mieux à faire que d'imprimer la prose pédantesque de Chorier.

## Biographie
Président du Parlement anti-ligueur, dit du Roi, il est reçu à Sisteron, le 26 juin 1590, Premier Président du Parlement de Provence, mais n'est jamais venu à Aix. Il est nommé premier Président au Parlement du Dauphiné en 1603 et mourut à Grenoble, le 3 mai 1616. En hommage, une voie de Grenoble a longtemps porté le nom de Saint-André depuis le XVIIe siècle mais est devenue Cours de la Libération et du Général De Gaulle sur sa plus grande longueur en 1944.